# 有毛目
有毛目（ゆうもうもく、Pilosa）は哺乳綱に分類される目。現在はアメリカ大陸のみに生息する。ナマケモノやアリクイを含む。アルマジロなど被甲目とは姉妹群で、ともに異節上目に属する。

## 進化史
既知で最古の異節類の化石は、6,600万年前、白亜紀末期の北アメリカ大陸から発見されている。その後南アメリカ大陸に分布は限られるようになり、第三紀の間に有毛類と被甲類が分岐したと思われる。その後、アリクイ類とナマケモノ類に分岐しているが、被甲類に比して有毛類は化石記録が少なく、進化過程の解明はあまり進んでいない。しかし唯一、地上性ナマケモノに関しては化石が多く出土しており、漸新世後期には現れていた事が分かっている。初期の種ではネコほどの大きさであったが、更新世には6mを超す巨大なものも現れ、知られている属の数は80あまりを数える。この大型ナマケモノは数千年前まで生き延び、人類の狩猟対象となっていた。

## 分類
このグループの分類には、変遷の歴史がある。かつて有毛類は、被甲類（アルマジロなど）とともに貧歯目（または異節目）内に置かれ、有毛下目とされてきた。しかし1990年代以降、真獣類の分類の大幅な見直しが行われ、異節類は四大グループの一つとして上目に格上げされるとともに、有毛下目も目のランクを与えられた。同時にアルマジロなども被甲目とされた。また、かつては異節類自体もセンザンコウ、ツチブタなどとともに貧歯目内の一グループ（異節亜目）とされていたこともあった。しかし、これらの動物の類似は、シロアリ食への特化による収斂進化のためであり、多系統群であるということが分かり、貧歯目は解体された。

### 上位分類
- 哺乳類 Mammalia
  - 獣亜綱 Theria
    - 真獣下綱 Eutheria
      - アフリカ獣上目 Afrotheria
      - 異節上目 Xenarthra
        - 被甲目 Cingulata
        - 有毛目 Pilosa

      - 北方真獣類 Boreoeutheria
        - 真主齧上目 Euarchontoglires
        - ローラシア獣上目 Laurasiatheria

### 下位分類
このグループは、ナマケモノ類とアリクイ類を包括する。
- 有毛目 Pilosa
  - ナマケモノ亜目 Folivora
    - ミユビナマケモノ科 Bradypodidae
    - フタユビナマケモノ科 Megalonychidae
    - メガテリウム科 Megatheriidae † （絶滅）

  - アリクイ亜目 Vermilingua
    - アリクイ科 Myrmecophagidae
    - ヒメアリクイ科 Cyclopedidae